# Избасаров, Нурдаулет Бекмаганбетулы
Нурдаулет Бекмаганбетулы Избасаров (каз. Нұрдәулет Бекмағанбетұлы Ізбасаров; род. 17 марта 2002, Тараз) — казахстанский футболист, полузащитник.

## Клубная карьера
Воспитанник актюбинского футбола. Футбольную карьеру начинал в 2020 году в составе клуба «Актобе М». 30 июля 2023 года в матче против клуба «Каспий» дебютировал в чемпионете Казахстана.

## Достижения
«Актобе»
- Бронзовый призёр чемпионата Казахстана: 2023

## Клубная статистика
| Клуб             | Сезон            | Лига | Лига | Кубки | Кубки | Еврокубки | Еврокубки | Итого | Итого |
| Клуб             | Сезон            | Игры | Голы | Игры  | Голы  | Игры      | Голы      | Игры  | Голы  |
| ---------------- | ---------------- | ---- | ---- | ----- | ----- | --------- | --------- | ----- | ----- |
| Актобе           | 2022             | 0    | 0    | 0     | 0     | —         | —         | 0     | 0     |
| Актобе           | 2023             | 1    | 0    | 0     | 0     | 0         | 0         | 1     | 0     |
| Актобе           | Итого            | 1    | 0    | 0     | 0     | 0         | 0         | 1     | 0     |
| → Актобе М       | 2020             | 3    | 0    | —     | —     | —         | —         | 3     | 0     |
| → Актобе М       | 2021             | 15   | 1    | —     | —     | —         | —         | 15    | 1     |
| → Актобе М       | 2022             | 19   | 4    | —     | —     | —         | —         | 19    | 4     |
| → Актобе М       | 2023             | 14   | 1    | —     | —     | —         | —         | 14    | 1     |
| → Актобе М       | Итого            | 51   | 6    | —     | —     | —         | —         | 51    | 6     |
| Всего за карьеру | Всего за карьеру | 52   | 6    | 0     | 0     | 0         | 0         | 52    | 6     |